# Joseph von Fraunhofer
Joseph von Fraunhofer (født 6. marts 1787, død 7. juni 1826) var en tysk optiker.
Han opdagede de fraunhoferske linjer i solens og stjernernes spektre. De fraunhoferske linjer danner oprindelsen til spektroskopien.